# Enrique Barreda y Osma
Enrique Barreda y Osma (Lima, 18 de junio de 1847–París, 22 de junio de 1929) fue un político y hombre de negocios peruano. Miembro del Partido Civil y alcalde de Lima en 1894, formó parte del grupo oligárquico de los veinticuatro amigos, que dominaron la política y la economía del Perú durante la República Aristocrática.

## Biografía
Pertenecía a una familia limeña de raigambre colonial. Su abuelo, Manuel de Barreda del Perujo, fue un famoso empresario de Cantabria, de Santillana del Mar, que arribó al Perú hacia 1792 y se dedicó a la explotación y comercio de minerales de Cerro de Pasco, para luego asentarse en Lima. Su padre, Felipe Barreda y Aguilar (1805-1892), fue también un prestigioso hombre de negocios, famoso por ser uno de los llamados Barones del guano peruano, y que en 1880, durante la guerra del Pacífico, se instaló en París, donde vivió sus últimos doce años. Allí formó parte del grupo de amigos de la reina Isabel II de España, que estaba exiliada. Su madre, Carmen de Osma y Ramírez de Arellano, pertenecía también a una de las más aristocráticas familias limeñas. La hermana mayor de Enrique Barreda y Osma, Mariana Barreda y Osma (nacida en 1838), fue esposa de Manuel Pardo y Lavalle, primer presidente civil del Perú (1872-1876).
Muy joven aún, Enrique Barreda y Osma recibió de sus padres una parte de su herencia, muy copiosa, y se dedicó a los negocios. En 1875 se estableció en París, donde adquirió buena cantidad de los papeles de la deuda externa peruana, que por entonces había descendido en un 25% en los mercados de valores europeo. Creyó que dicha baja sería temporal, pero poco después dichos bonos se derrumbaron estrepitosamente al no poder el Estado peruano pagar los intereses de su deuda (1876). El joven Barreda quedó prácticamente en bancarrota, pero pudo recuperarse gracias a un préstamo de 3500 libras que le otorgó su madre poco antes de casarse con Amalia Laos Argüelles (1878), quien igualmente aportó con su dote de 2900 libras en efectivo. Luego, gracias a un préstamo de 18 000 libras que le otorgó su cuñado Domingo Laos en 1881, pudo adquirir la salitrera San Pablo, negocio entonces en gran auge, pasando así en poco tiempo de la bancarrota a la prosperidad. Cuando fallecieron sus padres a fines del siglo XIX recibió el resto de su herencia. Se convirtió así en uno de los cuatro millonarios que vivían en Lima durante la post guerra con Chile (los otros eran Sevilla, Candamo y Oyague). Como muchos magnates de entonces, buena parte de su fortuna lo invirtió en el negocio rentista de alquiler de viviendas. Llegó a tener más de cien inmuebles alquilados en el centro de Lima.
Desde 1893 residió en la llamada Casa Belén, hoy Museo de Minerales «Andrés del Castillo Rey», que se encuentra ubicado dentro del Centro Histórico de Lima, en el Jirón de la Unión N.º 1030.
Entre 1893 y 1896, fue presidente del Club Nacional. En 1894 fue elegido alcalde de Lima y destacó por su dinamismo y por las medidas que adoptó en favor de la ciudad. Fue también presidente del Club de Regatas Lima en 1877 y director de la Sociedad de Beneficencia Pública de Lima, cuyas rentas mejoró notablemente, y presidente de la Cámara de Comercio de Lima.
Durante el primer gobierno de Augusto B. Leguía (1908-1912), integró la Junta Directiva del Partido Civil, que por entonces era el partido oficialista. Cuando ocurrió el atentado de Leguía contra la Junta Electoral Nacional en 1911, integró el grupo de civilistas opositores al gobierno, cisma que dio lugar al nacimiento del denominado Partido Civil Independiente, y de cuya primera junta directiva fue miembro. Trató de unificar a todos los partidos de oposición en una candidatura única para las elecciones de 1912, frente a la candidatura oficialista de Ántero Aspíllaga, pero fracasó. En esas elecciones ganó Guillermo Billinghurst, candidato independiente que se presentó a último momento.
En 1911 había presentado su candidatura a una senaduría por Lima, pero renunció a ella al ver la actitud que había tomado el gobierno leguiísta.
En 1919 se trasladó nuevamente a París, donde vivió sus últimos diez años rodeado de algunos de sus hijos.

## Descendencia
De su matrimonio con Amalia Laos Argüelles tuvo doce hijos, algunos de ellos fueron:
- Enrique Domingo Barreda y Laos (1879-1944), fue un famoso pintor, casado con Jean Findley Colegrave.
- Ricardo Barreda y Laos (1884-1979), casado con María Olavegoya Marriot, hija de Demetrio Olavegoya Iriarte, dueño de las haciendas Corpacancha y Ganadero Centro que sumaban más de 385 000 hectáreas en el centro del Perú, y de la Hacienda Matalechuza en Lima.
- Alejandro Barreda y Laos, casado con Julia von der Heyde Peña.
- Carlos Barreda y Laos, casado con María Teresa du Bois González-Orbegoso.
- Felipe Barreda y Laos (1888-1973), fue un distinguido diplomático e historiador.
- Teresa Barreda y Laos, casada con su primo Felipe Pardo y Barreda, marquesa de Fuente Hermosa de Miranda.
- María Barreda y Laos, casada con el conde César Canevaro Laos, sobrino de César Canevaro y Valega.
- Blanca Barreda y Laos, casada con Guillermo Swayne Mendoza.